# Норт Порт (Флорида)
Норт Порт (енгл. North Port) град је у америчкој савезној држави Флорида. По попису становништва из 2010. у њему је живело 57.357 становника.

## Демографија
Према попису становништва из 2010. у граду је живело 57.357 становника, што је 34.560 (151,6%) становника више него 2000. године.
| Група             | 2000.          | 2010.          |
| Белци             | 20.625 (90,5%) | 46.752 (81,5%) |
| Афроамериканци    | 954 (4,2%)     | 4.020 (7,0%)   |
| Азијати           | 115 (0,5%)     | 665 (1,2%)     |
| Хиспаноамериканци | 739 (3,2%)     | 5.004 (8,7%)   |
| Укупно            | 22.797         | 57.357         |